# Нікулін Валентин Юрійович
Нікулін Валентин Юрійович (1932—2005) — радянський, російський актор театру і кіно. Заслужений артист РРФСР (11.05.1981). Народний артист РРФСР (26.02.1990).

## Біографія
Народився в Москві на Арбаті. Зростав і формувався у творчій інтелігентній родині, в атмосфері класичної музики і літератури. Батько: Нікулін Юрій Веніамінович (1907, Одеса — 1958, Москва) — радянський драматург. Мати: Євгенія Наумівна Брук-Нікуліна (1909—1982) — музикант (піаністка, пізніше — педагог консерваторії). Племінник письменника Льва Нікуліна.
У 1952 році вступив на юридичний факультет Московського державного університету імені Ломоносова і закінчив в 1957. Будучи студентом університету, паралельно, в 1956 році вступив до Школи-студії імені В. І. Немировича-Данченка при МХАТ (курс П. В. Массальского) і закінчив в 1960 році.
З 1960 року — актор московського театру «Современник». Молодий театр тільки починав свою творчу долю, і блискучий акторсько-режисерський колектив молодих засновників театру створив атмосферу доброзичливості, любові, розуміння, поваги, творчого пошуку. Актори були всі на рівних, Валентина Нікуліна любили, він займав свою особливу нішу.
Яскравий, самобутній, різноплановий, глибокий драматичний артист.
У кінематографі дебютував в 1961 році. Зіграв понад сто ролей в кіно, багатосерійних стрічках і телевиставах.
Знімався в українських картинах: на Одеській кіностудії — «13 доручень» (1969), «Клоун» (1980), «Білий танець» (1981), «Розбіг» (1982), «Звіздар» (1986), «Топінамбури» (1987), «Господня риба» (1991); та на кіностудії Довженка — «Капітан Фракасс» (1984, кардинал), «Канкан в Англійському парку» (1984, Родіонов).
Володів красивим, впізнаваним тембром голосу, майстерно декламував вірші російської високої поезії на творчих вечорах, музиціював на фортепіано, виконував пісні та романси в кінофільмах і виставах.
На фірмі грамзапису «Мелодія» вийшло кілька платівок із піснями у виконанні артиста.
Працював на озвучуванні фільмів, мультфільмів («Чарівник Смарагдового міста» (1973), «Дарую тобі зірку» (1974), «Незнайко в Сонячному місті» (1977), «Робінзон Кузя» (1978) та ін.), брав участь у радиоспектаклях.
Валентина Нікуліна пов'язувала дружба з цілим поколінням талановитих людей, художників-професіоналів, акторів, режисерів, з поетами Булатом Окуджавою, Юрієм Левітанським, Давидом Самойловим, Арсенієм Тарковським.
На початку 90-х, за ініціативи дружини, емігрував з родиною до Ізраїлю, жив у Єрусалимі. Грав у театрі «Габіма», знявся в кіно в невеликих ролях, працював у Російській антрепризі Михайла Козакова, багато їздив по Ізраїлю з концертами і музично-поетичним моноспектаклем «Друзів моїх прекрасні риси…» — виступав перед російськомовною діаспорою вихідців з СРСР. Однак, на чужині творча доля вже немолодого артиста не складалася. У 1998 році, після семи років життя в Ізраїлі, він сам повернувся на батьківщину.
З 1999 року — знову актор театру «Современник». Зіграв ряд невеликих ролей в кіно і серіалах.
В останні роки життя доля подарувала актору нове кохання і сімейне вогнище. Остання дружина оточила його турботою, любов'ю і душевним теплом.
Валентин Юрійович Нікулін помер на 74-му році життя 6 серпня 2005 після важкої тривалої хвороби. Лікарі поставили йому діагноз остеопороз. Останній рік життя артист провів без руху — у нього віднялися ноги.
Похований 9 серпня на Донському кладовищі Москви.

## Зі спогадів
(док.ф «Валентин Нікулін. Кожен вибирає для себе…», 2007)

Валентин Гафт, актор:

«Валя був своєю людиною. Я сидів з ним в одній грим-вбиральні. Дивна людина. Він хотів пояснити незрозуміле своїм єством.

…Він художник був. І коли дивишся те, що він робив, — там речі якісь непоєднувані, здавалося б, існують в його образах. Тому він такий близький був до Смердякова, коли грав Достоєвського.

…У нього надзвичайне було вухо, він дивовижно гармонійна людина. Він був дивний чоловік у хорошому сенсі цього слова. Це інша живопис. Не можна було від нього відірватися. Моя улюблена книжка „Три товстуни“ Олеші — як же він чудово там грав! Як Баталов точно вгадав його! Він був там прекрасною і абсолютно олешевською людиною!

…З ним не можна було грати, як зі звичайною людиною.

…Світ, який у нього існував — він нез'ясовний і не зрозумілий, але привертав до себе. Це була таємниця цієї людини. Тому він ні на кого не схожий. І я частіше про нього зараз думаю, ніж коли він жив».
Алла Кігель, театральний режисер:

«Я робила передачу про нього, в день його відходу, в Нью-Йорку на телебаченні. Мені телефонували різні люди. Ось разюче — зателефонувала жінка, яка сказала: „Я його побачила вперше, мені було 12 років — в ролі Смердякова. І я з тих пір їздила до Москви, щоб подивитися Нікуліна на сцені. Я не могла зрозуміти, як же він може грати щось інше?!“.

…Я взагалі вважаю, що Валя це магічний кристал. Його структура вся — фізична, психологічна, фізіологічна навіть, — як хочете це називайте, — але вся його структура, вона як-ніби в кристалі, як хімія, перебудовувалася — ті ж всі поєднання, ті ж — але вони якось перебудовувалися і він ставав іншим.

…У Валі була таємниця. А є ролі, які вимагають таємниці. І їх міг грати лише Валя. Ось чому я кажу — магічний кристал, ось цю таємницю, яку він ніс…».

## Фільмографія (неповна)
- «Дев'ять днів одного року» (1962, молодий фізик)
- «Шлях до причалу» (1962, Марат Чепін)
- «Листи до живих» (1964, Валентин)
- «Велика руда» (1964, Володимир Сергійович)
- «Перекличка» (1965, журналіст)
- «Пригоди зубного лікаря» (1965, пацієнт)
- «Будується міст» (1965, машиніст паровоза Качанов)
- «Три товстуни» (1966, доктор Гаспар Арнери)
- «Таємнича стіна» (1967, канадський мандрівник)
- «Любити…» (1968, самотній гість)
- «Брати Карамазови» (1968, Смердяков)
- «Балада про Берінга і його друзів» (1970, Георг Стеллер, ботанік)
- «Дивовижний хлопчик» (1970, професор Арт)
- «Могила лева» (1971, Андрій)
- «Крах інженера Гаріна» (1973, портьє)
- «Був справжнім трубачем» (1973, батько Коті, артист)
- «Аптека „Блакитні кулі“»(1974, Великий Заздрісник)
- «Із записок Лопатіна» (1975, телевистава)
- «Повітроплавець» (1975, Петро Йосипович Полонський)
- «Веселі сновидіння, або Сміх і сльози» (1976, Шут)
- «Вінок сонетів» (1976)
- «Русалонька» (1976, Ганс Крістіан Андерсен)
- «Ніс» (1977, двірник)
- «Борг» (1977, Темірбей, коваль)
- «Зустріч в кінці зими» (1978)
- «Розклад на післязавтра» (1978, Семен Семенович, вчитель хімії)
- «Людина змінює шкіру» (1979, 5 с, Немировський)
- «Добряки» (1979)
- «Особливих прикмет немає» (1979)
- «Клоун» (1980, Жека)
- «Таємниця Едвіна Друда» (1980, Баззард)
- «Сицилійський захист» (1980, Лебедєв)
- «Ми смерті дивилися в обличчя» (1981, Еороль (артист Ленестради)
- «Розбіг» (1982)
- «Топінамбури» (1983, дідусь Гречишников)
- «Таємниця вілли «Грета»» (1983, Марроне, тюремний наглядач)
- «Канкан в Англійському парку» (1984, Родіонов)
- «Капітан Фракасс» (1984, кардинал)
- «Осінній подарунок фей» (1984)
- «Мільйон у шлюбному кошику» (1985, Алессандро)
- «Звіздар» (1986)
- «Візит до Мінотавра» (1987, Андреа Гварнері)
- «Трагедія в стилі рок» (1988)
- «Балкон» (1988)
- «Вхід до лабіринту» (1989, т/ф)
- «Візит дами» (1989, пастор)
- «А чи був Каротин?» (1989, Сгибнев)
- «Отче наш» (1989, вчитель співу)
- «Господня риба» (1991)
- «Гріх. Історія пристрасті» (1993)
- «Кава з лимоном» (1994)
- «Друзі Яни» (1999)
- «Спас під березами» (2003, т/с, Маркуша)
- «Sказка O Sчастье»/«Казка Про Щастя» (2005, епізод — остання роль) та ін.

## Документальні стрічки
- 2000 — «Осінні портрети. Валентин Нікулін» (програма-монолог відомого актора: звучать вірші та пісні у його виконанні, спогади про дитинство, студентські роки, важливі зустрічі у своєму житті; реж. Юрій Рашкин)
- 2007 — «Валентин Нікулін. Кожен вибирає для себе…» (док.ф, реж. Галина Самойлова) — до 75-річчя з дня народження актора